# Heaven Nor Hell
Heaven Nor Hell ist ein Lied der dänischen Heavy-Metal-Band Volbeat aus dem Jahr 2010. Es wurde als zweite Single aus ihrem vierten Studioalbum Beyond Hell / Above Heaven ausgekoppelt.

## Entstehung
Heaven Nor Hell wurde im Frühjahr 2010 in den Hansen Studios in der dänischen Stadt Ribe aufgenommen. Text und Musik wurden vom Sänger und Gitarristen Michael Schøn Poulsen. Produziert wurde das gesamte Album von Jacob Hansen, der auch Hintergrundgesänge beisteuerte. Außerdem spielt Hansen Gitarre und Tamburin. Der dänische Songwriter Henrik Hall spielt die Mundharmonika. Das offizielle Video wurde auf dem Flughafen Tempelhof, in Berlin gedreht.
In dem Lied geht es um einen Mann, der seine Seele an den Teufel verkauft und dann zurückgestohlen hat. Der Mann glaubt nicht an Himmel und Hölle, da er sah, wie aus dem Teufel ein Engel wurde und umgekehrt. Er kämpft mit seinen inneren Dämonen.

## Veröffentlichung
Am 10. November 2010 erschien Heaven Nor Hell als zweiter Track auf dem Album Beyond Hell / Above Heaven. Nach Fallen ist das Lied die zweite Singleauskopplung des Albums. Die Single enthält das Titellied in der Album- und der etwas kürzeren Singleversion sowie eine Liveaufnahme des Liedes Caroline Leaving, welches in der niederländischen Stadt Tilburg aufgenommen wurde. Veröffentlicht wurde die Single am 1. Dezember 2010 von Vertigo Records als Digipak und 7″-Single.

## Rezeption
Frank Albrecht vom deutschen Magazin Rock Hard bezeichnete Heaven Nor Hell als einen „sich ins Kleinhirn fräsenden Goodtime-Gassenhauer“. Rezensent Stefan Popp vom Onlinemagazin Metal1.info bezeichnete Heaven Nor Hell als potentiellen Hit, der mit eingängigen Melodien und Refrains daherkommt. Robert Fröwein vom Onlinemagazin stormbringer.at bezeichnete das Lied als „fast schon kitschig radiotauglich“. Die Single erreichte Platz 20 der dänischen Singlecharts.
Die Leser des deutschen Magazins Metal Hammer wählten Heaven Nor Hell in der Kategorie Bester Song des Jahres 2010 auf Platz sieben.

## Kommerzieller Erfolg

### Chartplatzierungen
| ChartsChartplatzierungen | Höchstplatzierung | Wochen |
| ------------------------ | ----------------- | ------ |
| Dänemark (IFPI/Nielsen)  | 20 (5 Wo.)        | 5      |

### Auszeichnungen für Musikverkäufe
| Land/Region               | Auszeichnungen für Musikverkäufe (Land/Region, Auszeichnung, Verkäufe) | Verkäufe |
| ------------------------- | ---------------------------------------------------------------------- | -------- |
| Dänemark (IFPI)           | Gold                                                                   | 45.000   |
| Kanada (MC)               | Platin                                                                 | 80.000   |
| Österreich (IFPI)         | Gold                                                                   | 15.000   |
| Schweden (IFPI)           | Platin                                                                 | 80.000   |
| Vereinigte Staaten (RIAA) | Gold                                                                   | 500.000  |
| Insgesamt                 | 3× Gold · 2× Platin ·                                                  | 720.000  |